# 男子高校生で売れっ子ライトノベル作家をしているけれど、年下のクラスメイトで声優の女の子に首を絞められている。
『男子高校生で売れっ子ライトノベル作家をしているけれど、年下のクラスメイトで声優の女の子に首を絞められている。』（だんしこうこうせいでうれっこライトノベルさっかをしているけれど、とししたのクラスメイトでせいゆうのおんなのこにくびをしめられている。）は、時雨沢恵一による日本のライトノベル。イラストは黒星紅白が担当している。電撃文庫（KADOKAWA）より2014年1月から刊行されている。

## あらすじ
男子高校生で売れっ子ライトノベル作家をしているけれど、年下のクラスメイトで声優の女の子に首を締められている。それが主人公の状態だ。この本はその主人公が声優の女の子との思い出を書き綴ったものだ。

## 反響
本作はタイトルの文字数が54文字と長く、ダ・ヴィンチWebが発表した「タイトルがあまりにも長すぎるライトノベルランキング（2014年1月付け）」では第1位となっている。また、フリーライターの石山真紀もタイトルの長いライトノベルとして本作を紹介している。

## 既刊一覧
| タイトル | タイトル | 発売日        | ISBN              |
| -------- | --- | ------------- | ----------------- |
| 1        | 男子高校生で売れっ子ライトノベル作家をしているけれど、 年下のクラスメイトで声優の女の子に首を絞められている。I -Time to Play-〈上〉  | 2014年1月10日 | 978-4-04-866273-4 |
| 2        | 男子高校生で売れっ子ライトノベル作家をしているけれど、 年下のクラスメイトで声優の女の子に首を絞められている。II -Time to Play-〈下〉 | 2014年3月8日  | 978-4-04-866384-7 |
| 3        | 男子高校生で売れっ子ライトノベル作家をしているけれど、 年下のクラスメイトで声優の女の子に首を絞められている。III -Time to Pray-      | 2014年6月10日 | 978-4-04-866647-3 |